# 신비의 세계 엘하자드 등장인물 목록
다음은 신비의 세계 엘하자드 등장인물 목록이다.

## 주요 등장인물
미즈하라 마코토 (엄수빈)
성우 - 이와나가 테츠야/구자형
본 애니메이션의 주인공. OVA 1화가 시작될 때 탄핵 청문회에서 진나이 카츠히코 학생회장에 대해 증언한다. 
후지사와 마사미치 (우달식)
성우 - 이시이 코지/오세홍
시노노메 고등학교 교사로 미즈하라 마코토의 담임. 
진나이 카즈히코 (레옹)
성우 - 오키아유 료타로/한호웅
본 애니메이션의 양대 주인공이자 개그 캐릭터.
진나이 나나미 (진유경)
성우 - 나츠키 리오/이명선
진나이 카즈히코의 여동생으로 미즈하라 마코토의 친구. 
이프리타
성우 - 아마노 유리/양정화
인격을 지닌 인간현 병기. 비행능력이 있어 항상 날아다닌다. 태엽 지팡이를 통한 원거리 광역 포격이 기본 공격 능력이다.
칼리아
성우 - 이마이 유카/박영희
고대의 엘하자드 문명으로 만들어진 병기. 고대 유적에 봉인된 상태로 보관되다 진나이 카즈히코가 봉인을 풀게된다.
아레레 레레라일
성우 - 코자쿠라 에츠코/박경혜
파토라 공주의 친구. 부모를 찾아간후 왕궁으로 돌아와서 파토라의 침실로 몰래 들어간다. 

## 멀둔 대신관
셰라 셰라
성우 - 사쿠라이 토모/이지영
활발한 성격의 대신관으로 마코토를 마음에 품고있다. 
아후라 만
성우 - 요시다 미호/이동은
바람의 대신관. 어릴때 대신관이 되기위한 수행때 셰라 셰라와 만났다. 